# 지종걸
지종걸(池宗傑, 1929년~1998년 9월 20일)은 대한민국의 정치인, 기업인이다.
대한민국 육군 소령 예편 후, 국무총리 기획조정실 차장, 무임소장관 보좌관 등 행정관료로 일하다가 제3공화국 민주공화당 당료로 정계에 입문했고, 제9대 국회의원을 지냈다. 국회의원으로서 재직 중, 국회 재정경제위원회, 예산결산위원회에서 활발한 활동을 하였고, 1976년에 국회 본회의에서 선거를 통해 국회 농수산위원장으로 선출되었다.   농수산위원장 재직 중에 의원직을 사퇴하였으며 

   그 후 고려원양(주), 한성기업(주) 등의 기업인으로 활동했다.

## 학력
- 서울고등학교 졸업
- 국민대학교 행정학과 학사
- 서울대학교 행정대학원 행정학 수료

## 주요 활동
서울고등학교 3학년 재학 중 한국전쟁이 발발하자,  한국전쟁 중인 1950년 12월 10일 대한민국 육군 중위로 임관되어 통역 장교로서 한국전쟁에 참전하였다. 전쟁 후, 국방부장관 보좌관으로서 영어통역, 의전 ( Protocol for the Minister )등 을 담당했다. 5·16 군사 정변후에는 국가재건최고회의의 재정경제위원회 재정금융담당관으로서 대한민국의 경제 개발 5개년 계획의 1차인 《제1차 경제개발 5개년 계획》의 수립을 조정, 통합하는데 참여하였다.제3공화국시대에는 국무총리 기획조정실 차장, 정무제1차관 (당시 무임소장관 보좌관)을 역임하면서 행정부와 의회 사이에서 정치적 조정(Coordination of political affairs)을 보좌하였다. 제4공화국에서는 제9대 국회의원(유신정우회 소속)을 지냈다. 1976년 국회 농수산위원회위원장으로서 재직하면서 농수산위원회의 여야의원들이 夏穀價(夏穀收買價)최소한 30%인상을 요구
하는 일을 이끌었고, 美蘇등 각국의 200해리 어업전관수역선포에 따른 우리의 원양어업대책 등의 논의
를 주도하였다. 그 후 기업인으로서 고려원양(주)의 회장, 한성기업(주)의 회장 등을 역임하면서 대한민국의 원양어업계에서 활동하였다. 

## 약력
- 국방부장관 보좌관
- 국가재건최고회의 재정경제위원회 재정금융담당관
- 민주공화당기획관리국장 겸 중앙상임위원
- 국무총리 기획조정실 차장
- 정무제1차관 (당시 무임소장관 보좌관 )
- 민주공화당 정책연구실 차장
- 1973년 ~ 1977년 : 제9대 국회의원 (유신정우회)
- 국회재경위원회 예산결산위원회 간사
- 국회 농수산위원장
- 고려원양(주) 회장
- 한성기업(주) 회장

## 역대 선거 결과
| 실시년도 | 선거 | 대수 | 직책     | 선거구           | 정당       | 득표수 | 득표율      | 순위 | 당락 | 비고 |
| -------- | ---- | ---- | -------- | ---------------- | ---------- | ------ | ----------- | ---- | ---- | ---- |
| 1973년   | 총선 | 9대  | 국회의원 | 통일주체국민회의 | 유신정우회 |        | \| \| 0% \| | 지명 |      | 초선 |
|          | 0%   |      |          |                  |            |        |             |      |      |      |

## 참고자료
- 현대한국인명사전,  합동통신사발행,  1970년1월20일 발행
- 한국을 움직이는 인물들 下,  중앙일보사 발행,  1995년
- 서울高 WHO'S WHO ,  서울高동창회 발간,  1996년3월